# Takeiwatatsu-no-Mikoto
 (avril 2024).
La mise en forme du texte ne suit pas les recommandations de Wikipédia : il faut le « wikifier ».
Les points d'amélioration suivants sont les cas les plus fréquents. Le détail des points à revoir est peut-être précisé sur la page de discussion.
- Les titres sont pré-formatés par le logiciel. Ils ne sont ni en capitales, ni en gras.
- Le texte ne doit pas être écrit en capitales (les noms de famille non plus), ni en gras, ni en italique, ni en « petit »…
- Le gras n'est utilisé que pour surligner le titre de l'article dans l'introduction, une seule fois.
- L'italique est rarement utilisé : mots en langue étrangère, titres d'œuvres, noms de bateaux, etc.
- Les citations ne sont pas en italique mais en corps de texte normal. Elles sont entourées par des guillemets français : « et ».
- Les listes à puces sont à éviter, des paragraphes rédigés étant largement préférés. Les tableaux sont à réserver à la présentation de données structurées (résultats, etc.).
- Les appels de note de bas de page (petits chiffres en exposant, introduits par l'outil «  Source ») sont à placer entre la fin de phrase et le point final[comme ça].
- Les liens internes (vers d'autres articles de Wikipédia) sont à choisir avec parcimonie. Créez des liens vers des articles approfondissant le sujet. Les termes génériques sans rapport avec le sujet sont à éviter, ainsi que les répétitions de liens vers un même terme.
- Les liens externes sont à placer uniquement dans une section « Liens externes », à la fin de l'article. Ces liens sont à choisir avec parcimonie suivant les règles définies. Si un lien sert de source à l'article, son insertion dans le texte est à faire par les notes de bas de page.
- La présentation des références doit suivre les conventions bibliographiques. Il est recommandé d'utiliser les modèles {{Ouvrage}}, {{Chapitre}}, {{Article}}, {{Lien web}} et/ou {{Bibliographie}}. Le mode d'édition visuel peut mettre en forme automatiquement les références.
- Insérer une infobox (cadre d'informations à droite) n'est pas obligatoire pour parachever la mise en page.

Pour une aide détaillée, merci de consulter Aide:Wikification.
Si vous pensez que ces points ont été résolus, vous pouvez retirer ce bandeau et améliorer la mise en forme d'un autre article.
 (avril 2024).
Le contenu est difficilement compréhensible vu les erreurs de traduction, qui sont peut-être dues à l'utilisation d'un logiciel de traduction automatique.
Takeiwatatsu-no-Mikoto est un kami japonais vénéré au sanctuaire Aso.
Il est le fils de Kamuyaimimi et le petit-fils de Jimmu.
C'est l'Oyagami du clan Aso.
Divinité de l'agriculture, il est traditionnellement crédité d'avoir enseigné aux habitants d'Aso l'art de la culture, qui leur était auparavant inconnu.

## Contexte mythologique

### La création d'Aso

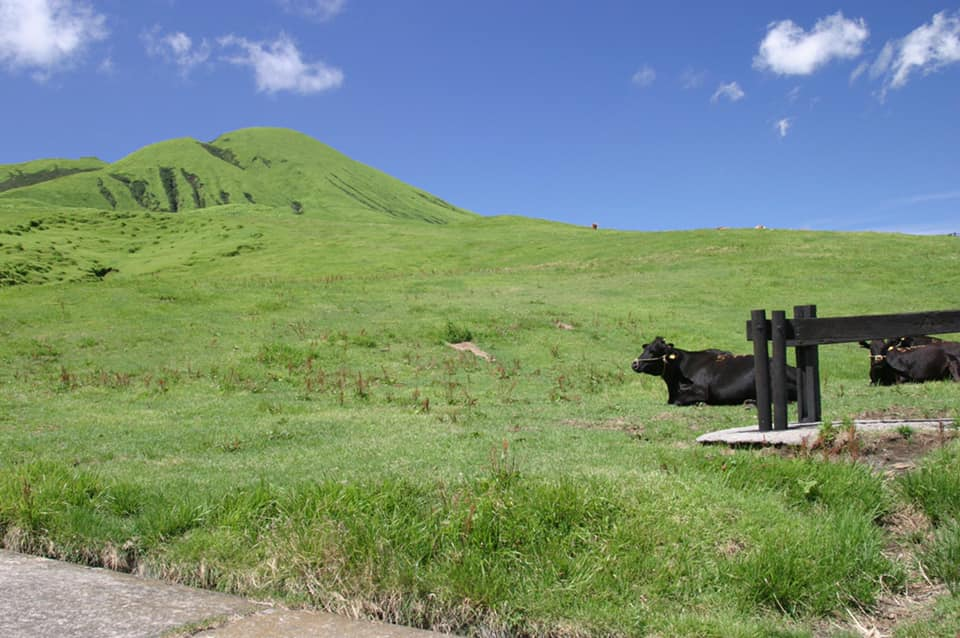
Ojodake sur le mont Aso où Takeiwatatsu-no-Mikoto pratiquait son tir à l'arc.

D'après les récits recueillis auprès de prêtres du sanctuaire d'Aso, la légende raconte que Takeiwatatsu-no-Mikoto a joué un rôle crucial dans la formation même de la ville d'Aso :
Il y a des milliers d'années, le cratère aujourd'hui connu sous le nom d'Aso était censé être rempli d'eau et était donc un immense lac entouré par les bords de la caldeira. Takeiwatatsu-no-Mikoto a donné un coup de pied dans le côté ouest de la caldeira à ce qui est maintenant connu sous le nom de Tateno (en), Minamiaso. Il tomba sous l'effort et fut incapable de se tenir debout pendant un moment, d'où le nom Tateno signifiant « incapable de se tenir debout ». Alors que l'eau s'écoulait, formant des rivières à l'extérieur de la vallée, un énorme poisson-chat (Namazu (en)) apparut. Le poisson-chat était installé au fond du lac où, selon certaines histoires, Takeiwatatsu-no-Mikoto lui a demandé de partir. Le poisson-chat est allé à Namazu, Kashima, où le sanctuaire Namazu-sha a été créé pour rendre hommage à l'âme du poisson-chat en tant qu'esprit du lac. Le sanctuaire se trouve désormais dans l'enceinte du sanctuaire Kokuzo.
Takeiwatatsu-no-mikoto est dit être le créateur d'Aso et le dieu crédité d'avoir enseigné aux villageois l'agriculture. Il est dit être un descendant de l'empereur Jinmu. Puisque Takeiwatatsu-no-mikoto descendait de l'empereur Jinmu, qui est dit avoir été humain, les légendes entourant sa divinité sont floues. Certaines affirment que, grâce à sa lignée de la déesse Amaterasu, il a reçu des pouvoirs divins pour créer Aso. Une autre légende affirme que la divinité du volcan est entrée dans le corps de Takeiwatatsu-no-mikoto, le transformant d'un être humain en un être divin. Ce sont des folklores communs parmi les gens, le seul consensus étant qu'avec le temps, la divinité de la terre et la divinité du volcan ont été combinées en un seul symbole sous le nom de Takeiwatatsu-no-mikoto.

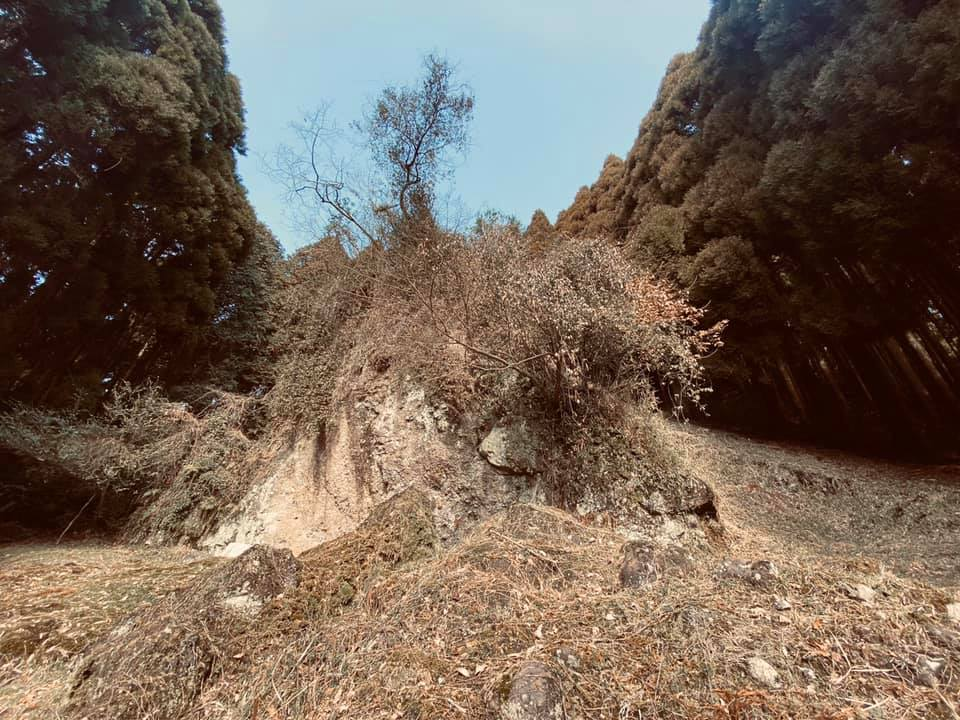
Le Matoishi (pierre cible) vers lequel Kihachi a été envoyé pour récupérer les flèches de Takeiwatatsu-no-Mikoto.

### La légende de Kihachi
La légende de Kihachi entoure le festival Hitaki-Shinji commémoré chaque année à Aso. La légende raconte que Takeiwatatsu-no-mikoto aimait pratiquer le tir à l'arc. Il se tenait sur Ojodake (une formation en forme de cône sur le mont Aso) et s'entraînait au tir au matoishi (pierre cible) dans ce qui est aujourd'hui Matoishi à Aso, situé au nord de la caldeira. Kihachi son serviteur, était chargé de ramener les flèches du matoishi à Takeiwatatsu-no-Mikoto. Après que la 100e flèche eut été tirée, Kihachi s'est fatigué et a renvoyé la flèche, la brisant en deux. Takeiwatatsu-no-Mikoto était furieux et dégainant son épée tua Kihachi en lui coupant la tête. La tête de Kihachi s'est élevée comme une divinité jurant de se venger du village d'Aso de Takeiwatatsu-no-Mikoto. Plus tard, pendant les mois d'hiver, des gelées ont frappé la vallée d'Aso, endommageant toutes les cultures. Takeiwatatsu-no-Mikoto s'est rendu compte que c'était la vengeance dont Kihachi avait parlé et il a donc enfermé son âme au sanctuaire Shimo (sanctuaire du givre) pour apaiser sa colère. Un rituel appelé Hitaki-Shinji a été lancé : un feu est entretenu pendant deux mois pour prier pour une bonne récolte et éviter les dommages causés par le gel aux cultures. On dit que c'est pour cette raison que les hivers à Aso sont si froids.
Le poste de prêtre en chef du sanctuaire Aso est héréditaire et se transmet de génération en génération, l'homme le plus âgé de la famille devenant le nouveau chef du sanctuaire. La famille Aso possède la deuxième lignée la plus ancienne enregistrée au Japon après la famille impériale. On dit que la famille elle-même descend de Takeiwatatsu-no-Mikoto. La famille Aso était composée de prêtres, mais elle a également accédé au pouvoir en tant que puissant clan de samouraïs au XIe siècle. Ils sont restés importants jusqu'au XVIe siècle, alors que leur seigneur féodal continuait de régner sur la moitié de ce qui est aujourd'hui connu sous le nom de préfecture de Kumamoto. Cela a contribué économiquement à la famille et au sanctuaire, leur permettant de reconstruire les bâtiments du sanctuaire et d'organiser des festivals. Cela leur a également permis d'établir des branches du sanctuaire Aso dans d'autres endroits. Certains de ces sanctuaires subsistent encore à ce jour dans près de 500 endroits. Koreyuki Aso (Aso Koreyuki dans l'ordre des noms/prénoms japonais) était le 91e prêtre en chef du sanctuaire Aso, son fils étant le 92e.

### U-no-matsuri
Le U-no-matsuri (卯の祭) du sanctuaire Aso est un événement de 13 jours qui a lieu en mars pour accueillir le printemps et prier pour le début de la saison des semis de riz. L'U-no-matsuri marque l'anniversaire de l'arrivée de Takeiwatatsu-no-Mikoto, la divinité principale du sanctuaire d'Aso, à Aso. Cet événement s'est produit au cours du deuxième mois du calendrier lunaire, soit mars dans le calendrier actuel. Les Guuji San du sanctuaire interprètent de la musique et des danses sacrées shinto tous les jours du festival tout en priant pour une riche récolte.
Parallèlement à l'U-no-matsuri, se déroule un festival important appelé le Tazukuri Matsuri (田作り祭り) qui est célébré sur sept jours, et le Daihimonjiyaki (大火文字焼き) qui est l'allumage des caractères chinois pour « feu » et « flamme » sur les montagnes qui se fait également à peu près à la même heure et parfois le même jour que le Tazukuri Matsuri.

## Voir également
- Liste des sanctuaires shinto
- Isotakeru-no-kami

## Remarques
1. 1 2  Ponsonby-Fane, Shrines, p. 480-484.
2. 1 2 3 4 5  Tomoaki Takano et Hiroaki Uchimura, History and Festivals of the Aso Shrine, Aso Shrine, Ichinomiya, Aso City., Aso Shrine, 2006
3. 1 2 3  « The Deity of the Volcano Geosite », Aso GeoPark Geosite Map, Aso Local Development Design Centre Foundation,‎ 2014 (lire en ligne)
4. ↑  駿一 末吉, 肥後一の宮阿蘇神社, (株）マインド,‎ 2018, 38, 39, 40 and 43